# Паисий Лигарид
Митрополи́т Паи́сий (греч. Μητροπολίτης Παΐσιος, в миру Пандоле́он Лигари́дис, греч. Παντολέων Λιγαρίδης, на русский манер Пантеле́имон Лигари́д; 1610, остров Хиос — 24 августа 1678, Киев) — епископ Иерусалимской церкви; православный митрополит Газы.
Активный участник церковно-политической борьбы в Русском государстве в 1660-х годах. «Он прибыл в Москву в самое горячее время, когда дело о Никоне всё более запутывалось, когда московское правительство чувствовало своё полное бессилие так или иначе порешить это дело и поэтому крайне нуждалось в человеке, который бы помог ему выйти из затруднительного положения». Выступил своеобразным противовесом патриарху Никону перед властью, хотя и не был легитимным митрополитом.

## Биография
Паисий родился на острове Хиосе в 1610 году.
В 1623 году был отправлен в Рим, где получил образование в Греческой коллегии св. Афанасия, учрежденной папою Григорием XIII в 1577 году; окончил курс в 1635 году со степенью доктора богословия.
В 1639 году в Риме был рукоположён во священники византийского обряда западно-русским униатским митрополитом Рафаилом Корсаком.
Папа Урбан VIII, заинтересованный в распространении латинства на Востоке, содействовал его прозелитическим трудам: во время своего пребывания в Риме Паисий Лигарид издал две книги в интересах латинства: произведения Аркудия и Родина, двух миссионеров в Польше и Греции.
В 1642 году на средства Коллегии Пропаганды (бывшая Конгрегация пропаганды веры) был отправлен в Константинополь, но уже в 1644 году должен был покинуть его, так как на патриарший престол взошел Парфений II, энергично боровшийся с иезуитским влиянием на Востоке.
Отправился в Угро-Валахию, где был на службе у тарговицкого митрополита Стефана и учителем ясского придворного училища; кроме того, занимался приготовлением к изданию на румынском языке Кормчей книги.
Отсюда уехал в Иерусалим с патриархом Иерусалимским Паисием I, который прибыл сюда проездом из Москвы. 16 ноября 1651 года в Иерусалиме принял монашеский постриг, а 14 сентября 1652 году был возведён Патриархом Паисием в митрополита Газского; в своей митрополии не появился. В 1657 году жил опять в Валахии, где принимал участие в дворцовых заговорах. Преемник патриарха Иерусалимского Паисия (умер в 1661 году) Нектарий отлучил Лигарида от Церкви.
Получил предложение патриарха Никона приехать в Москву и принять участие в предпринятых им церковных реформах. Но прибыл в Москву только 12 февраля 1662 года, в период распри между Алексеем Михайловичем и Никоном.
Паисий принял сторону царя и бояр. К нему обратился боярин Стрешнев с тридцатью вопросами, в которых изложил поведение Никона и спрашивал у Паисия Лигарида ответа. Паисий Лигарид ответил полным осуждением Никона; подлинное заглавие его ответа: «Отписка боярину Семену Лукьяновичу Стрешневу митрополита Газского Паисия на тридесять вопросов ответы новых обычаев Никоновых, бывшего патриарха Московского в 7171 г.».
Приобрёл влияние на царя благодаря своей учёности. Он первый посоветовал царю пригласить восточных патриархов для суда над Никоном; сам же он не принимал явного участия в Соборе, хотя был приглашён патриархами к тайному совещанию. Выступал в роли переводчиков для патриархов Макария Антиохийского и Паисия Александрийского, прибывших в Москву в ноябре 1666 года для суда по делу Патриарха Никона. В период суда сблизился с Симеоном Полоцким, который выступал в качестве его толмача с латинского.
Пользовался своим влиянием для выпрашивания у царя милостей, ходатайствовал за своих соотечественников и даже сам занимался торговлей. Всё это время Паисий Лигарид незаконно пользовался титулом митрополита, так как давно уже был лишён кафедры и даже анафемствован как еретик патриархами Константинопольским и Иерусалимским за написанную им книгу о подвижниках и патриархах, в которой он выступил в защиту папской власти. Известие о том пришло в Москву 29 июля 1668 года, но не испортило его отношений с Алексеем Михайловичем; напротив, последний ходатайствовал о прощении Паисия перед патриархом Иерусалимским Нектарием. 23 сентября 1669 года в Москве была получена грамота от преемника патриарха Нектария патриарха Досифея, подтверждающая «вины» Лигарида; тем не менее 24 января 1670 года в Москву прибыла разрешительная грамота от Досифея, формально прощающая Лигарида и восстанавливающая его в архиерейском достоинстве. Но менее 2 месяцев спустя Лигарид был снова запрещён. Дальнейшие хлопоты Алексея Михайловича результата не принесли.
24 мая 1672 года, по указу государя, был отпущен из Москвы в Палестину через Киев, но был задержан в тот же день и отпущен 13 февраля 1673 года. Остановился в Киеве, где пребывал под надзором местных властей по указу государя; писал в Москву донесения с жалобами на притеснения от местных властей и доносами на местное духовенство. В августе 1675 года был вызван в Москву, но явился не сразу, видимо, опасаясь государева гнева. 1 сентября 1676 года, уже при Феодоре Алексеевиче, отпущен из Москвы без денежного содержания и вновь прибыл в Киев.
Паисий Лигарид умер 24 августа 1678 года в городе Киеве; погребён, по указу государя, в Братском монастыре.
Ему принадлежат: изъяснение Божественной Литургии, написанное в духе латинства историческое сочинение о патриаршествовавших в Иерусалиме, история о-ва Хиоса и история осуждения патриарха Никона, вошедшая в третий том книги Уильяма Пальмера «Патриарх и царь».

## Критика деятельности
Согласно трудам старообрядческого историка церкви Ф. Е. Мельникова, деятельность Лигарида несла в себе для русского церкви лишь лишения, замутнения вероисповедания и опасность соединения с Католической церковью. В «Краткой истории древлеправославной (старообрядческой) церкви» Мельников прямо называет основным автором суждений и выводов Собора 1666—1667 гг. именно Паисия Лигарида, а не уже избранного, к тому времени, патриарха. Более того, Лигарид, со ссылкой на «Историю русской церкви» митрополита Макария, называется Мельниковым иезуитом, отступником от Православия, вором, и даже обвиняется в содомитстве.